# Nou Ordre Mundial de la Informació i Comunicació
El Nou Ordre Mundial de la Informació i Comunicació (NOMIC) és un projecte internacional de reorganització dels fluxos globals d'informació a través de diferents accions de govern i del tercer sector.
La iniciativa va ser llançada en l'inici dels anys 1970 pel Moviment de Països No Alineats i va rebre suport de la Unesco. El 1980, una comissió d'aquesta organització va estudiar els problemes de la comunicació al món i va produir un document — l'Informe MacBride — en el qual va proposar canvis per redistribuir i balancejar els fluxos d'informació entre països rics i subdesenvolupats. No obstant això, la forta oposició per part de les organitzacions privades de mitjans, a partir de llavors, va acabar relegant el projecte a l'oblit. En les dècades següents, la Unesco pràcticament ha substituït el NOMIC en la seva agenda política per altres temes, com la democratització de la comunicació, la societat de la informació i la inclusió digital.